# جیمی مینفروی
جیمی مینفروی (انگلیسی: Jimmy Mainfroi؛ زادهٔ ۲۸ مارس ۱۹۸۳) بازیکن فوتبال اهل فرانسه است.
از باشگاه‌هایی که در آن بازی کرده‌است می‌توان به باشگاه ورزشی آمیان و باشگاه ورزشی مون‌پلیه اشاره کرد.